# Divertimento (Bartók)
El Divertimento para orquesta de cuerda (Sz.113 BB.118) de Béla Bartók es una obra musical en tres movimientos, una de las últimas que el compositor húngaro escribió en Europa. Compuesta en 1939 por encargo de Paul Sacher para ser interpretado por la Orquesta de Cámara de Basilea, que el propio Sacher dirigía. Fue la última obra en la que ambos trabajaron juntos.

## Divertimento
El divertimento es una forma musical que fue muy popular durante el siglo XVIII, compuesta para un reducido número de instrumentos. Los autores que más popularizaron este formato de obra fueron Haydn, Boccherini y Mozart. Los divertimentos solían mostrar un estilo desenfadado y alegre (en italiano, divertimento significa ‘diversión’, lo que daba a entender que era una obra compuesta para que tanto músicos como público disfrutara de su actuación). En francés se llamaba divertissement, y su plural en italiano era divertimenti.
Se trataba de un tipo de obra neoclásica basada en las tonalidades modales, aunque difícilmente se puede clasificar como modernista o estrictamente neoclásica. Una de las características más evidentes de este neoclasicismo era el tratamiento de la textura de la obra. Generalmente, un pequeño grupo de solistas contrastan con el resto de la orquesta. Esto es una reminiscencia del género barroco del concerto grosso, en el cual un número reducido de solistas se contrastaban con el resto de músicos. Dinámicamente, la obra presenta grandes contrastes, y también utiliza elementos de la fuga, como el fugato o una tercera voz en fuga.

## Historia
El Divertimento no era el primer encargo que esta orquesta le hacía a Bartók, sino que surge luego del éxito de la Música para cuerdas, percusión y celesta (1936), que años antes había sido encargada al compositor. A diferencia del encargo anterior, se le pidió una pieza más “liviana”. Esto era una respuesta a la gran carga intelectual que tenía la pieza anteriormente compuesta para Sacher. 
El mismo Sacher y su familia acogieron a Bartók en una villa en el interior de Suiza y le brindaron todas las comodidades para que pudiese componer tranquilamente. Hasta trasladaron un piano desde Basilea con tal fin. En una carta escrita a su hijo Peter, Bartok describe que se sentía como un compositor del siglo XVII o XVIII, como si estuviera componiendo para una corte. 
Esto se puede ver reflejado claramente en la mención constante y la idea de "concerto grosso" que tiene el Divertimento. El contraste entre el cuarteto solista y el tutti es un juego que permanece a lo largo de toda la pieza. Bartok contó además que compuso la pieza de una forma extraordinariamente rápida, en tan solo dos semanas.
Por último, Bartok escribe acerca de lo muy preocupado que está por la inminente guerra que se iba a desatar. Hungría estaba siendo presionada por los nazis y veía la posibilidad de emigrar a Estados Unidos, aunque la cercana relación con su madre le exigía quedarse en Hungría. Estas preocupaciones, se pueden ver de alguna forma en el segundo movimiento del Divertimento. Este movimiento tiene un clásico carácter bartokiano: la música nocturna. 
Hay muchos ejemplos de este tipo de carácter o ambiente en su música. Se puede citar el movimiento central (Elegía) del Concierto para orquesta (1943), la fuga inicial de la Música para cuerda, percusión y celesta, o el comienzo del vals de la ópera El mandarín maravilloso. El carácter estático y sombrío de este tipo de música lleva un claro sello personal, que se manifiesta técnicamente en el uso de una armonía disonante, en muchos de los casos siguiendo lo que Lendvai ha dado en llamar el “sistema armónico bartokiano”, sobre todo en su forma cromática. Este sistema, se basa en el uso de intervalos simétricos para conformar acordes y en la utilización de la serie de Fibonacci para escoger las alturas.  Mediante estos recursos, Bartok logra un color propio y distinguible. Más allá de eso, en el Divertimento predomina la armonía triádica, sobre todo en el primer y tercer movimiento. El sistema armónico que diseñó en los años 1915-1925, pasa a ser reemplazado gradualmente por una vuelta a los acordes tríada, como se puede apreciar en el comienzo mismo del Divertimento. Los años experimentales habían pasado ya para Bartok.

## Análisis

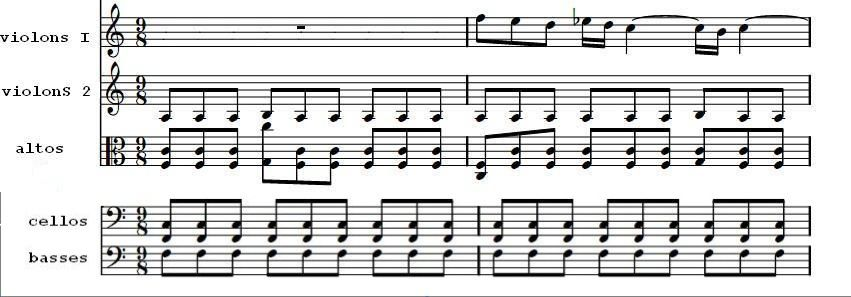
Comienzo de la obra.

El Divertimento de Bartók esta estructurado para una orquesta de cuerda: Violín (I y II), viola, violoncello y contrabajo. Esta obra, además, cuenta con especificaciones de cuántos músicos deben conformar cada parte, algo poco usual: 6 violines primeros, 6 violines segundos, 4 violas, 4 cellos y 2 contrabajos.
En cuanto a las similitudes y diferencias dentro de la obra, destaca el contraste que hay entre movimientos:  
El primer movimiento, un Allegro non troppo, tiene una clara impronta húngara, sobre todo en la utilización de diferentes acentuaciones sobre una división constante. El movimiento trascurre entre constantes cambios de compás que se van acomodando a las irregularidades del diseño melódico. Recuerda las frases de la música campesina húngara que Bartok tanto estudió. Sin embargo, la elaboración del movimiento dista mucho de la música popular, ya que hay un constante uso de recursos académicos: fugados, contrapunto imitativo, y claras demarcaciones formales específicamente con el uso de unísonos. 
Formalmente, es una clara forma de sonata aunque con algunas modificaciones. El primer tema se escucha desde el principio y tiene su polo en fa mayor. El segundo tema tiene el carácter de un vals vienés y está centrado en la mayor (en el sentido de polo o centro porque no son tonalidades estrictas y hay un gran uso de giros modales que no pueden ser explicados funcionalmente, por más que se reconozca un claro centro tonal). Luego hay un desarrollo que a la forma clásica comienza con el tema principal traspuesto y esto es continuado por un vasto contrapuntista/imitativo. Si bien en un momento se vuelve a escuchar el tema principal variado, personalmente considero que esto no es propiamente una re exposición, y que la misma recién  llega con la entrada del segundo tema. Finalmente en la coda sí aparece el primer tema en la tonalidad original relativamente cerca del final del movimiento. Este recurso es habitual en Bartók y lo utilizará de forma casi idéntica en el primer movimiento del Concierto para orquesta que compuso tres años después.
El segundo movimiento ha sido descrito anteriormente aunque se pueden agregar algunas cosas más. Formalmente es un claro ABA’. La primera sección tiene el carácter de música nocturna, estática y oscura. En oposición a esto la sección B plantea un movimiento creciente hacia un punto de clímax, esta sección ya no es estática sino que tiene una clara dirección, basada en el ostinato de las cuerdas graves y el trino de los primeros violines.
Luego de una interpretación de materiales de ambas secciones, Bartók vuelva a la quietud, con el agregado de una referencia a un carácter claramente húngaro: el verbunkos. Este género popular se caracteriza por gestos muy rápidos de notas de paso entre valores más largos, es claramente reconocible en la escucha, y también aparece ampliamente en el Concierto para orquesta o en Contrastes, entre otras obras.
El tercer movimiento tiene un carácter de danza y es un acelerado juego de pregunta y respuesta entre los solistas y el tutti. Está en forma sonata y la sección del primer tema es un constante diálogo entre el primer violín solista y la fila de primeros violines. El canon aparece en gran medida en este movimiento, sobre todo a distancia de unísono. Luego de marcar la sección formal de la exposición con un gran unísono, Bartók incluye un tema que será tratado en forma de fuga, primero realiza una exposición de fuga sobre el original, para luego hacerlo sobre el tema invertido. Aquí podemos apreciar un punto fuerte en el método compositivo de Bartok, la simetría. 
Tanto en lo macro como en lo micro, si bien aquí invierte el tema, de alguna forma esto anticipa la reexposición, donde los materiales son expuestos en su inversión interlineal. Previo a la exposición hay un pasaje solista del primer violín donde vuelve al carácter de verbunkos. La reexposición es bastante convencional salvando la inversión de los temas y luego le sigue una gran coda. Esta coda es tan extensa en relación a las dimensiones del movimiento que termina en forma de burla. 
Luego de unos pizzicatos, Bartók pide que se toque el tema una vez más pero como un chiste, utilizando el recurso del glissando en las violas para darle un carácter ridículo a la música que antes fue expuesta de forma “seria”. Finalmente luego de un astringiendo muy virtuoso, la pieza termina de forma “desganada” con una última presentación del tema principal.